# Pam Muñoz Ryan

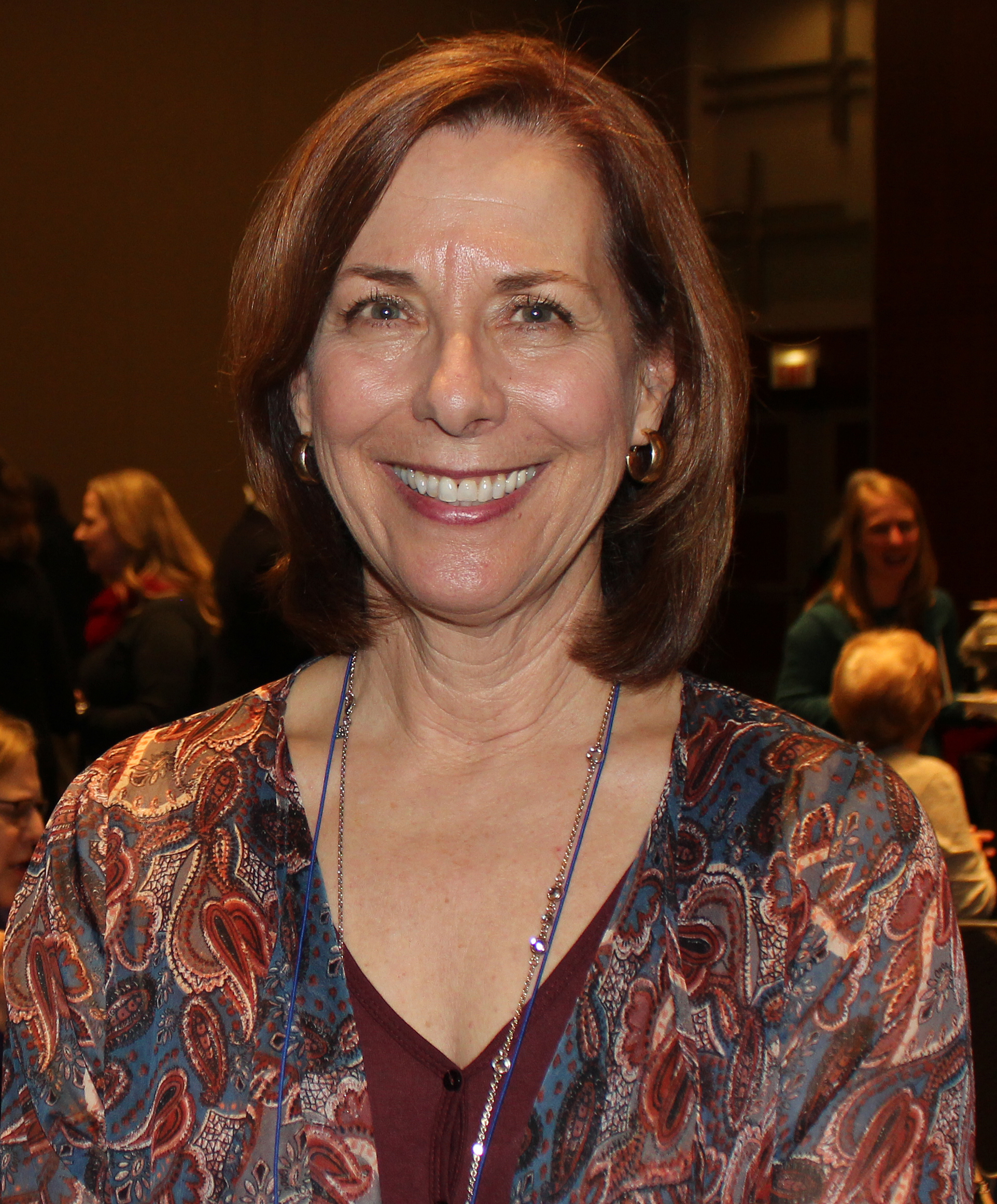
Pam Muñoz Ryan

Pam Muñoz Ryan (* 25. Dezember 1951 in Bakersfield) ist eine amerikanisch-mexikanische Kinder- und Jugendbuchautorin.

## Leben
Pam Muñoz wuchs in Bakersfield (Kalifornien) auf. Ihre Großeltern waren mexikanische Einwanderer. Sie besuchte die Washington Junior High und die Bakersfield High School. Anschließend studierte sie am Bakersfield Junior College und an der San Diego State University. Nach dem Studium arbeitete sie als Koordinatorin für das Rote Kreuz in Camp Pendleton. Sie heiratete Jim Ryan und beide zogen nach San Diego County. Dort arbeitete sie für drei Jahre in Escondido als Lehrerin. Nach der Geburt ihrer Kinder (zwei Töchter und zwei Zwillingsbrüder) arbeitete sie in Teilzeit in einer Vorschule. Sie studierte für den Master-Abschluss in Postsekundärer Bildung, mit dem Ziel, Literatur für Kinder zu unterrichten. Zu diesem Zeitpunkt wurde sie von einer Professorin zum Schreiben von eigenen Büchern ermutigt.
Im Jahr 1994 veröffentlichte Pam Muñoz Ryan ihr erstes Kinderbuch One Hundred is a Family. Inzwischen hat sie über 30 Bücher veröffentlicht, die auch ins Spanische übersetzt wurden. Sie erhielt zahlreiche Auszeichnungen, unter anderem den National Education Association Cand Human Rights Award, den Virginia Hamilton Award for Multicultural Literature und den Willa Cather Literary Award. Im Jahr 2015 erhielt sie den Deutschen Jugendliteraturpreis in der Sparte Kinderbuch für ihr Buch Der Träumer.

## Werke (Auswahl)

### Kinderbücher
- One Hundred is a Family. Hyperion Books for Children 1994
- The flag we love. Charlesbridge Publishing 1996
- Amelia and Eleanor go for a Ride. Scholastic Press 1999
- Mice and Beans. Scholastic Press 2001
- Hello Ocean. Charlesbridge Publishing 2001
- When Marian Sang. Scholastic Press 2002
- Mud is Cake. Scholastic Press 2002
- Nacho and Lolita, mit Illustrationen von Claudia Rueda. Scholastic Press, New York City 2005, ISBN 0-439-26968-7.
- There was no snow on Christmas eve. Hyperion Books for Children  2005
- Our California. Scholastic Press 2008
- Tony Baloney. Scholastic Press 2011

### Jugendromane
- Riding Freedom. Scholastic Press 1998
- Esperanza Rising. Scholastic Press 2000
- Becoming Naomi León. Scholastic Press 2004
- Paint the Wind. Scholastic Press 2007
- The Dreamer. Scholastic Press 2010, dt. Der Träumer, Februar 2014
- Echo. Arthur a. Levine Books 2015

### Anthologien
- The Gift of the Magi. Scholastic Inc. 2002
- First crossing. Candlewick 2004
- Friends. Scholastic Press 2005